# 東大阪市立菱屋西小学校
東大阪市立菱屋西小学校（ひがしおおさかしりつ ひしやにししょうがっこう）は、大阪府東大阪市菱屋西にあった公立小学校。 2016年、児童減少等の問題を解消すべく東大阪市立永和小学校と合併のため3月をもって閉校となった。当校の校舎は合併により新設された東大阪市立桜橋小学校の校舎となっている。なお「桜橋」は同校のすぐそばに架かっている橋の名前から子どもが考え校名になった。

## 沿革
- 1935年（昭和10年）3月8日 - 大阪府中河内郡布施第六尋常小学校開校。
- 1937年（昭和12年）4月 - 布施市立第六小学校と改称。
- 1941年（昭和16年）4月 - 布施市布施第六国民学校と改称。
- 1947年（昭和22年）4月 - 布施市立布施第六小学校と改称。
- 1967年（昭和42年）2月 - 東大阪市の発足に伴い、東大阪市立布施第六小学校と改称。
- 1967年（昭和42年）4月 - 東大阪市立菱屋西小学校と改称。
- 2016年（平成28年）3月 - 東大阪市立永和小学校と合併のため閉校。以後は東大阪市立桜橋小学校となる。

## 通学区域
- 永和2丁目24番18〜20号、菱屋西1丁目1番、2番1〜2号、27〜29号、3番1〜10号、24〜47号、4〜6番、7番1〜8号、16〜27号、8番1〜7号、18〜28号、9番1〜7号、21〜29号、10番1〜6号、24〜31号、11番1〜4号、30〜36号、12〜24番、菱屋西2丁目、菱屋西3丁目、菱屋西4丁目5番4〜24号、6番、7番3〜16号、8番5〜18号、9〜10番、横沼町1丁目、横沼町2丁目、横沼町3丁目、菱屋西1丁目9番8号[1]

## 進路状況
ほとんどの児童は東大阪市立上小阪中学校へ進学するが、国私立中学校へ進学する児童もいる。